# Канне-Мейсон, Шеку
Шеку Канне-Мейсон (англ. Sheku Kanneh-Mason; род. 4 апреля 1999, Манама) — британский виолончелист. Кавалер Ордена Британской империи (2020).

## Семья
Родился в семье Стюарта Мейсона, выходца с острова Антигуа, менеджера гостиничной сети Belmond Limited, и его жены Кадиату Канне, уроженки Сьерра-Леоне, в прошлом преподававшей литературу в Бирмингемском университете. Третий из семерых детей. Все семеро (и особенно двое старших, пианистка Айсета Канне-Мейсон и скрипач Брайма Канне-Мейсон) проявили незаурядные музыкальные способности. В 2015 году шестеро старших братьев и сестёр дошли до полуфинала в телешоу Britain’s Got Talent. В 2020 году братья и сёстры всемером записали альбом «Карнавал» (англ. Carnival), адресованный юным слушателям: в его основу легла сюита Камиля Сен-Санса «Карнавал животных», к каждой пьесе которой писатель Майкл Морпурго специально написал вводное стихотворение. В том же году вышла книга матери семейства Кадиату Канне «Дом музыки: как растить Канне-Мейсонов» (англ. House of Music: Raising the Kanneh-Masons). В 2023 году вся семья начала вести собственную программу на британском радио Classic FM. Канне-Мейсоны живут в Ноттингеме.

## Карьера
Шеку начал учиться игре на скрипке с шести лет, но быстро перешёл на виолончель: по его словам, из-за того, что хотел обойти старшего брата (скрипача), получив инструмент большего размера. В девятилетнем возрасте, сдав очередной экзамен по исполнительскому мастерству с лучшим в стране результатом, он был принят в юношескую школу при Королевской академии музыки. Окончив католическую школу в Ноттингеме, он продолжил занятия непосредственно в Королевской академии музыки под руководством Ханны Робертс. Важной средой для формирования юного музыканта стал Оркестр Чинеке! под руководством Чи-чи Нваноку — первый в Европе симфонический оркестр, состоящий из музыкантов небелого происхождения. Своими ориентирами в виолончельном исполнительстве Канне-Мейсон называет Жаклин Дю Пре и Мстислава Ростроповича.
В мае 2016 года виолончелист выиграл конкурс молодых музыкантов BBC, став первым темнокожим победителем за всю историю соревнования (с 1978 года); по этому случаю власти Ноттингема присвоили имя музыканта одному из городских автобусов. В ноябре того же года BBC выпустило часовой документальный фильм о Канне-Мейсоне (англ. Young, Gifted and Classical), а сам музыкант подписал контракт со звукозаписывающей фирмой Decca Records. В феврале 2017 года вышел первый мини-альбом с тремя пьесами (Габриэля Форе, Эрнеста Блоха и Пабло Казальса), записанными на студии Эбби-Роуд. В 2017 и 2018 гг. Канне-Мейсон выступил с музыкальными номерами на церемониях вручения Премии Британской Академии в области кино, став первым музыкантом, удостоенным этой чести дважды. В 2018 году вышел первый полноформатный диск Канне-Мейсона «Вдохновение» (англ. Inspiration), в центре которого был Первый виолончельный концерт Дмитрия Шостаковича (с Симфоническим оркестром Бирмингема под управлением Мирги Гражините-Тила); среди других пьес альбома — сделанное самим Канне-Мейсоном переложение песни No Woman, No Cry для виолончели соло. Альбом дебютировал в UK Albums Chart на 18-м месте и дошёл до 11-й позиции после того, как Канне-Мейсон выступил с музыкальным номером на свадьбе принца Гарри и Меган Маркл 19 мая того же года.
В 2020 году вышел второй альбом Канне-Мейсона, в состав которого вошёл виолончельный концерт Эдуарда Элгара (с Лондонским симфоническим оркестром под управлением Саймона Рэттла) и ряд сольных пьес; этот альбом попал на восьмую строчку UK Albums Chart, что сделало Канне-Мейсона первым виолончелистом в Top10 за всю историю чарта. В 2021 году Канне-Мейсон выпустил следующий альбом с пьесами Сэмюэла Барбера и Сергея Рахманинова, записанный вместе с сестрой Айсетой. В 2022 году вышел альбом Канне-Мейсона «Песня» (англ. Song) с семнадцатью пьесами разных авторов, от Иоганна Себастьяна Баха до Оливье Мессиана.
С 2022 года Канне-Мейсон приглашённый профессор Королевской академии музыки.

## Критическая оценка
По мнению музыкального обозревателя газеты The Guardian, уже в 2023 году Канне-Мейсон — звезда мирового масштаба: он «тщательно выбирает репертуар и несёт бремя знаменитости грациозно и ответственно».